# Nesyt bílý
Nesyt bílý (Mycteria cinerea) je druh ptáka z řádu čápi a čeledi čápovitých.

## Taxonomie
Nesyt bílý byl v minulosti zařazen do rodu Ibis s binomickým jménem Ibis cinereus, ale momentálně je začleněn do rodu nesyt (Mycteria) díky své podobnosti k ostatním druhům v rodu.

## Popis
Průměrný nesyt bílý je 91 až 97 centimetrů vysoký. Peří dospělých nesytů je bíle zbarvené kromě menších černých části na těle. Jedno křídlo měří 43,5 až 50 centimetrů a ocas měří 14,5–17 cm.

## Status
V roce 2008 se na světě vyskytovalo méně než 2200 nesytů bílých. Populaci, která se vyskytuje v Malajsii hrozí vyhynutí, protože se populace z původních 100 (1984) nesytů bílých snížila na méně než deset (2005). Kvůli klesajícímu počtu jedinců IUCN označila v roce 2013 nesyta bílého jako ohroženého.

## Chov v zoo
Nesyt bílý patří v evropských zoo mezi velké rarity. V červenci 2020 byl chován v pouhých třech zoo. Kromě zoologické zahrady v Kolíně nad Rýnem (Zoo Köln) se navíc jedná jen o dvě české zoo:
- Zoo Praha
- Zoo Zlín

### Chov v Zoo Praha
Chov v Zoo Praha započal v roce 2017, kdy byla dovezena skupina samce a šesti samic ze Zoo Zlín. Tato skupina byla chována i na konci roku 2018. V červnu 2020 byl dovezen samec ze Zoo Köln v Německu.
Tento druh je k vidění v průchozí voliéře Delta za pavilonem Sečuán v dolní části zoo (stav léto 2020).